# Атлантичний мечохвіст
Атлантичний мечохвіст (Limulus polyphemus) — вид мечохвостів, різновиду морських і солонуватоводних хеліцерових членистоногих. Зустрічається в Мексиканській затоці та вздовж атлантичного узбережжя Північної Америки. Основна зона щорічної міграції — Делаверська затока в Південному Джерсі.
У минулому їхні яйця вживали в їжу корінні американці. Сьогодні атлантичних мечохвостів виловлюють для використання як рибальську наживку або у біомедицині (їхня кров використовується у тесті Limulus amebocyte lysate). Вони відіграють важливу роль у місцевих екосистемах, їхні яйця є джерелом їжі для берегових птахів, а молодняк та дорослих особин поїдають морські черепахи.
Три інші види родини Limulidae, що вижили до наших днів, поширені тільки в Азії. Мечохвости більш еволюційно споріднені з павукоподібними, такими як павуки та скорпіони, ніж з крабами та ракоподібними.

## Анатомія та фізіологія

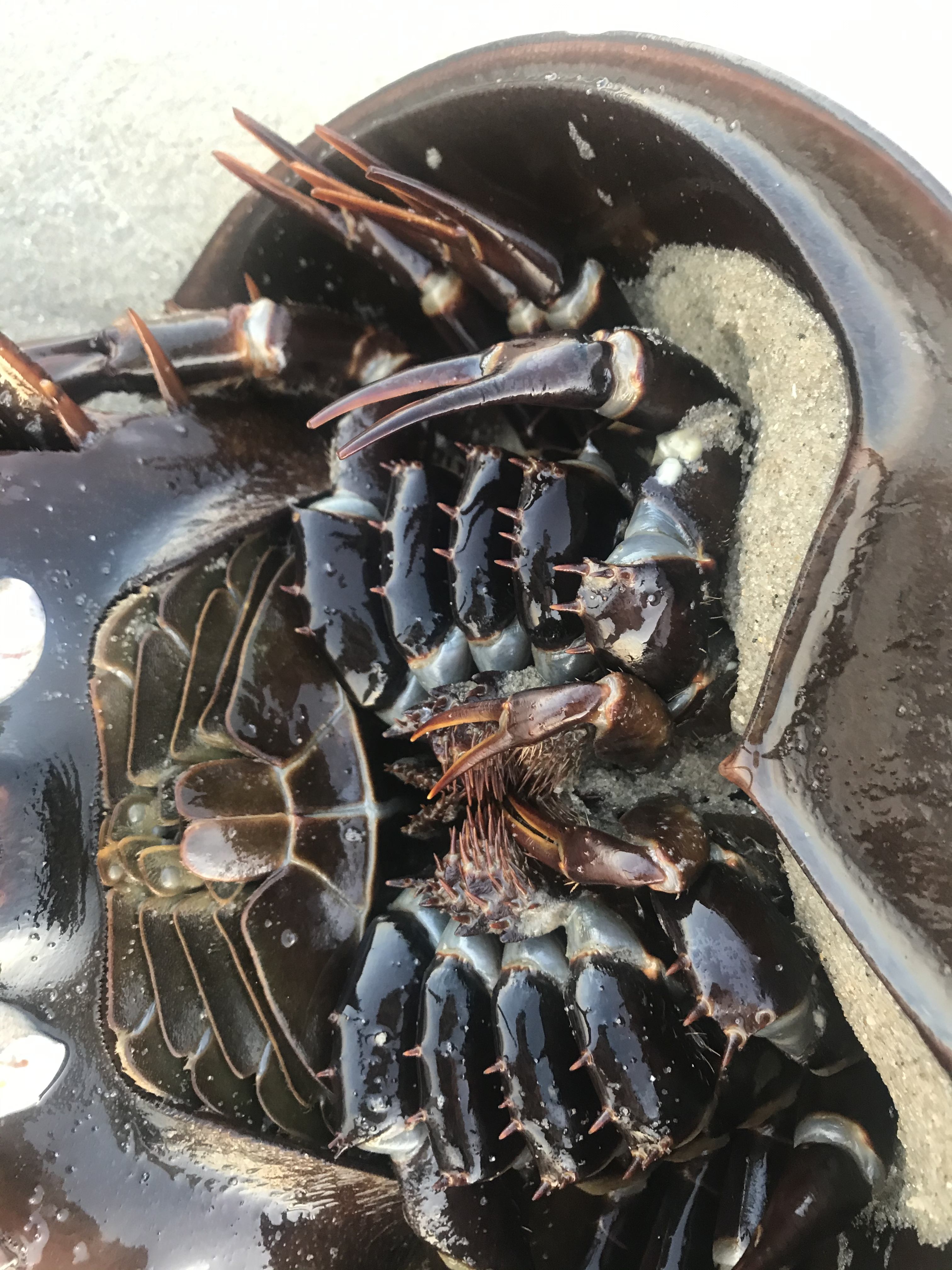
Самка, вид знизу. Добре видно зяберну книжку, рот та пару маленьких хеліцер, якими тварина хапає їжу

Тіло мечохвоста складається з трьох основних частин: голови, відомої як «просома» або «головогруди», черевної частини — «опістосоми», «черевця», і хвоста, схожого на шип, також відомого як «тельсон». Гладка черепашка, або карапакс, має форму підкови та зеленувато-сірий або темно-коричневий колір. Особини обох статей зовні схожі, але самки зазвичай на 25—30 % більші за самців у довжину і ширину і можуть досягати більш ніж удвічі більшої ваги. Самиці можуть досягати 60 см завдовжки, включаючи хвіст, і 4,8 кг у вазі.
Просома вміщує мозок та серце тварини. На нижній поверхні просоми розташовані шість пар придатків, перші з яких (маленькі кліщі або хеліцери) використовуються для передачі їжі до рота, який розташовується посередині нижньої сторони головогрудей, між хеліцерами. Хоча більшість членистоногих щелепні, мечохвіст щелеп немає.

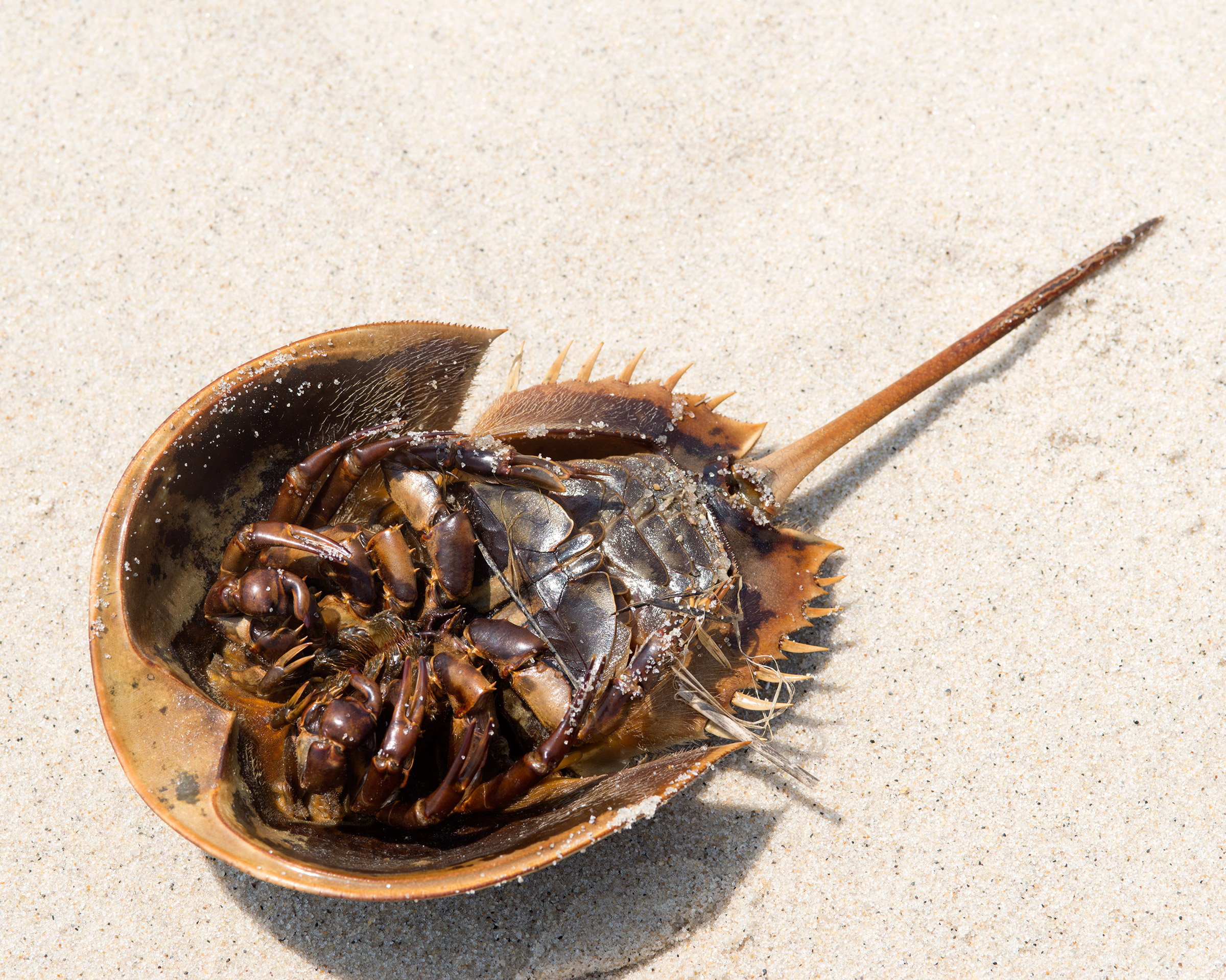
Нижня сторона самця. Видно першу пару клішень, видозмінену для хапання самки під час парування

Друга пара придатків, педипальпи, використовуються для ходьби. У самців вони закінчуються «класперами», які слугують під час спарювання та допомагають йому утримуватися на панцирі самиці. Решта чотири пари придатків — «штовхаючі ноги», які також використовуються для пересування. Перші чотири пари ніг мають клішні, остання пара має листоподібну структуру, що використовується для штовхання. Мечохвости мають здатність відрощувати втрачені кінцівки подібно до багатьох інших членистоногих.
Опістосома начисляє ще шість пар придатків. Перша пара містить статеві пори, тоді як решта п'ять пар видозмінені у сплющені пластинки, відомі як зяберна книжка, що дозволяє тварині дихати під водою, а також може дозволяти їй дихати на суші протягом коротких проміжків часу, за умови, що зябра залишаються вологими.
Тельсон (тобто хвіст) використовується твариною для кермування у воді, а також для того, щоб перевернутися, якщо мечохвіст застрягнув догори ногами.
До їхнього панцира прикріплюється широкий спектр морських видів, включаючи водорості, плоскі черви, молюски, морські жолуді та мохуватки. Завдяки цьому мечохвостів часто описують як «ходячі музеї» через кількість організмів, які вони можуть утримувати.

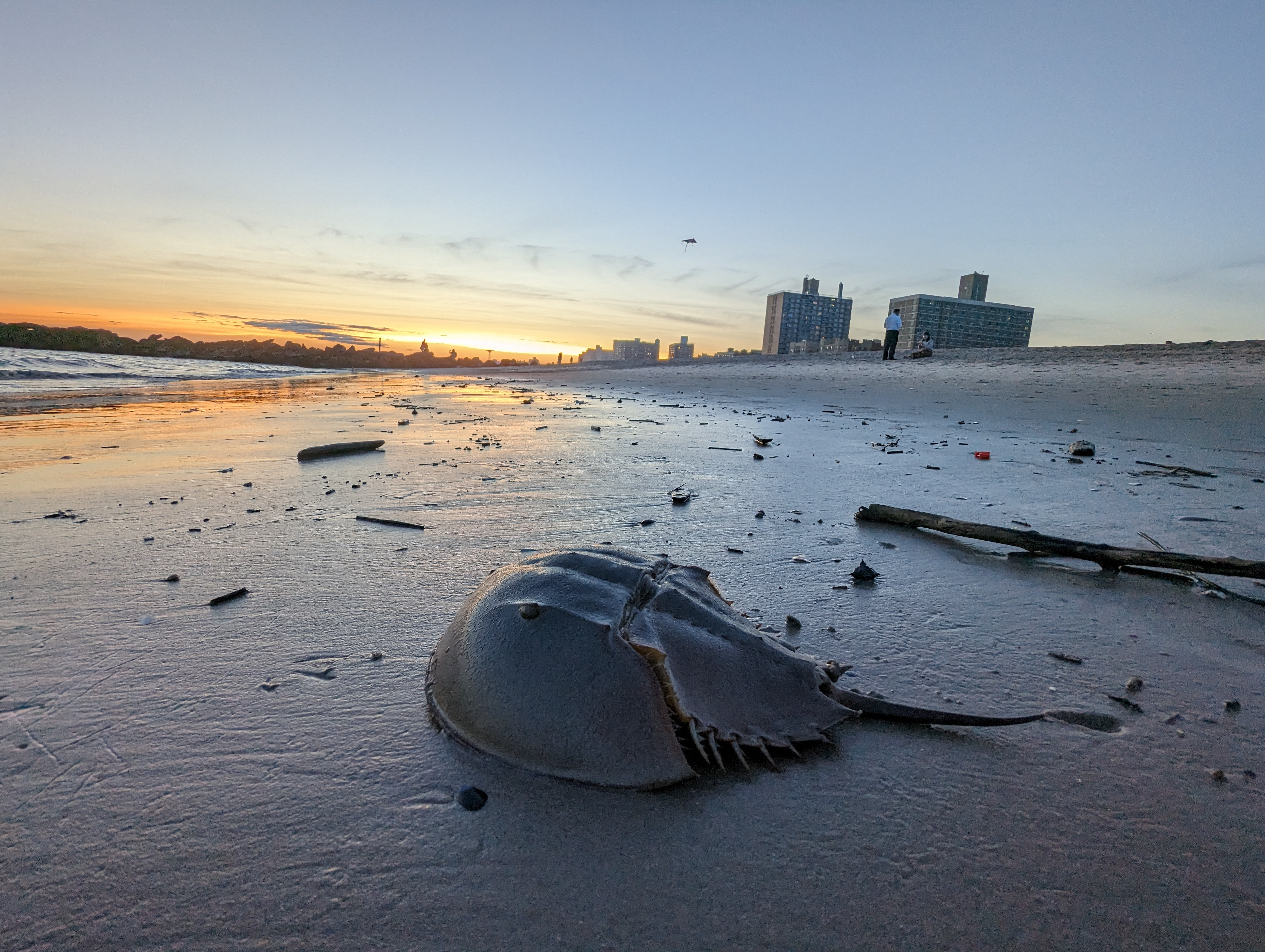
Limulus polyphemus на березі Брайтон-Біч, Нью-Йорк

### Зір
Великі фасеткові очі з монохроматичним зором розміщуються з обох боків просоми. Мечохвіст має п'ять простих очей на панцирі та два простих ока на нижній стороні, безпосередньо перед ротом, тож загалом тварина налічує дев'ять очей. Прості очі, ймовірно, важливі на ембріональній або личинковій стадіях розвитку тварини. Навіть ембріони, що ще не вилупилися, здатні відчувати рівень освітленості зсередини яєць. Крім того, хвіст має низку світлочутливих органів по всій довжині.
Кожне фасеткове око складається з близько 1000 рецепторів, які називаються оматидіями. Оматідії розташовані дещо безладно, не підпадаючи під впорядкований шестикутний візерунок, який можна побачити у більш похідних членистоногих. Кожен оматідій живиться від одного нервового волокна.

## Життєвий цикл та поведінка
Мечохвіст харчується молюсками, кільчастими червами, іншими придонними безхребетними та шматочками риби. Не маючи щелеп, він подрібнює їжу щетинками на ногах і мускульним шлунком, що містить пісок і гравій.

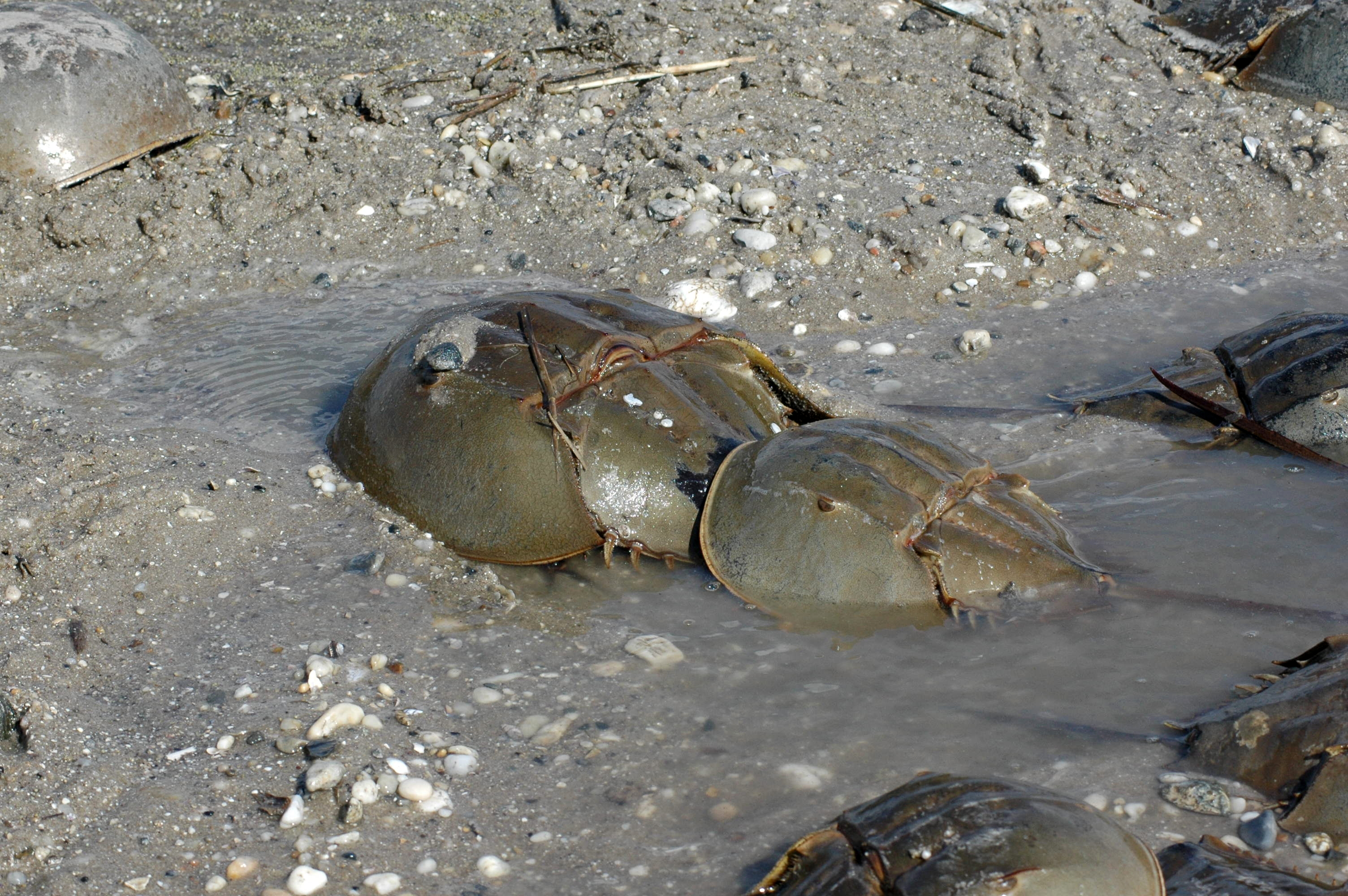
Парування мечохвостів, гавань Міспілліон, Делавер

Нерест, як правило, відбувається в припливно-відпливній зоні та пов'язаний з весняними припливами (найвищими припливами місяця). Сезон розмноження коливається. Північні популяції (всі в США, крім південної Флориди) зазвичай розмножуються з весни до осені, тоді як південні популяції (південна Флорида і півострів Юкатан) розмножуються цілий рік. Менший самець хапається за спину самки передніми клішнями, схожими на боксерські рукавички, і часто тримається за неї місяцями. Нерідко кілька самців тримаються за одну самицю. Після того, як самка відкладе кладку яєць у гніздо на глибині 15—20 см у піску, самець або самці запліднюють їх спермою. Кількість яєць залежить від розмірів самиці та коливається від 15 000 до 64 000 яєць на одну самку.
Протягом 5—7 днів після вилуплювання, личинки осідають на мілководді та починають першу линьку. У перші 2—3 роки життя молодь тримається на мілководді поблизу прибережних пляжів. Допоки вони ростуть, мечохвости занурюються у все більш глибокі води, де їхня линька продовжується. По досягненню статевої зрілості у 9-річному віці мечохвости переносять линьку близько 17 разів. Тривалість їхнього життя складно оцінити, але вважається, що мечохвости живуть у середньому близько 20—40 років.

## Поширення
Limulus polyphemus — єдиний сучасний (живий) вид мечохвостів, що походить з Америки, хоча у минулому існували інші, вимерлі види. Інші живі види мечохвостих обмежені Азією, але всі вони досить схожі за формою та поведінкою. До азійських видів належать Tachypleus tridentatus, Tachypleus gigas і Carcinoscorpius rotundicauda.

Limulus polyphemus на березі

Більшість атлантичних мечохвостів зустрічаються вздовж атлантичного східного узбережжя США, від штату Мен до Флориди. За межами США єдина гніздова популяція зустрічається на мексиканському півострові Юкатан, на західному, північному та східному узбережжі. Зрідка поодинокі особини спостерігаються за межами гніздового ареалу (узбережжя Нової Шотландії, Багамські острови, Теркс і Кайкос, Куба узбережжя Техасу й Веракрусу. Були спроби завезти мечохвостів до Техасу, Каліфорнії та південної частини Північного моря, але всі вони не прижилися. Знахідки з Європи, Ізраїлю та Західної Африки скоріше за все були випущеними на волю або втечами з неволі.
Limulus polyphemus мешкають від мілководних прибережних біотопів, таких як лагуни, естуарії та мангри, на глибинах до 200 м й на відстані до 56 км від берега. За оцінками, вони віддають перевагу ділянкам з глибиною до 30 м. Атлантичні мечохвости зустрічаються у водах, які коливаються від солонуватих (майже прісної води) до гіперсолоних (солоність майже вдвічі перевищує солоність морської води), але найкраще сприймають стандартну солону воду (20—40 ‰).

## Використання в медицині
Атлантичні мечохвости є цінним видом для медичних досліджень і тестів. Екстракт клітин крові (амебоцитів) Limulus polyphemus є цінним компонентом широко використовуваного тесту лізату амебоцитів Limulus (Limulus amebocyte lysate, LAL) для виявлення та кількісного визначення бактеріальних ендотоксинів у фармацевтичних препаратах і для тестування на деякі бактеріальні захворювання. Білок з крові мечохвостів також досліджується як новий антибіотик.
Щоб отримати сировину для тестування LAL, атлантичних мечохвостів дикої популяції ловлять та роблять їм кровопускання. Після кровопускання членистоногих повертають в океан, проте після операції існує певний рівень смертності. За оцінками, від 10 до 30 відсотків мечохвостів помирають після збору крові.
Згідно з дослідженнями, об'єм крові повертається до норми приблизно через тиждень, хоча для повного відновлення рівня кров'яних клітин може знадобитися два-три місяці. Тварини, які виживають після кровопускання, можуть бути більш млявими на волі та менш схильними до спарювання, що викликає занепокоєння щодо довгострокових наслідків вилову атлантичних мечохвостів.